# Cupriavidus taiwanensis
Cupriavidus taiwanensis es una bacteria gramnegativa, fijadora de nitrógeno del género Cupriavidus de la familia Burkholderiaceae, que forma nódulos indeterminados en Mimosa pudica. El genoma de C. taiwanensis está completamente secuenciado.